# 소하체프

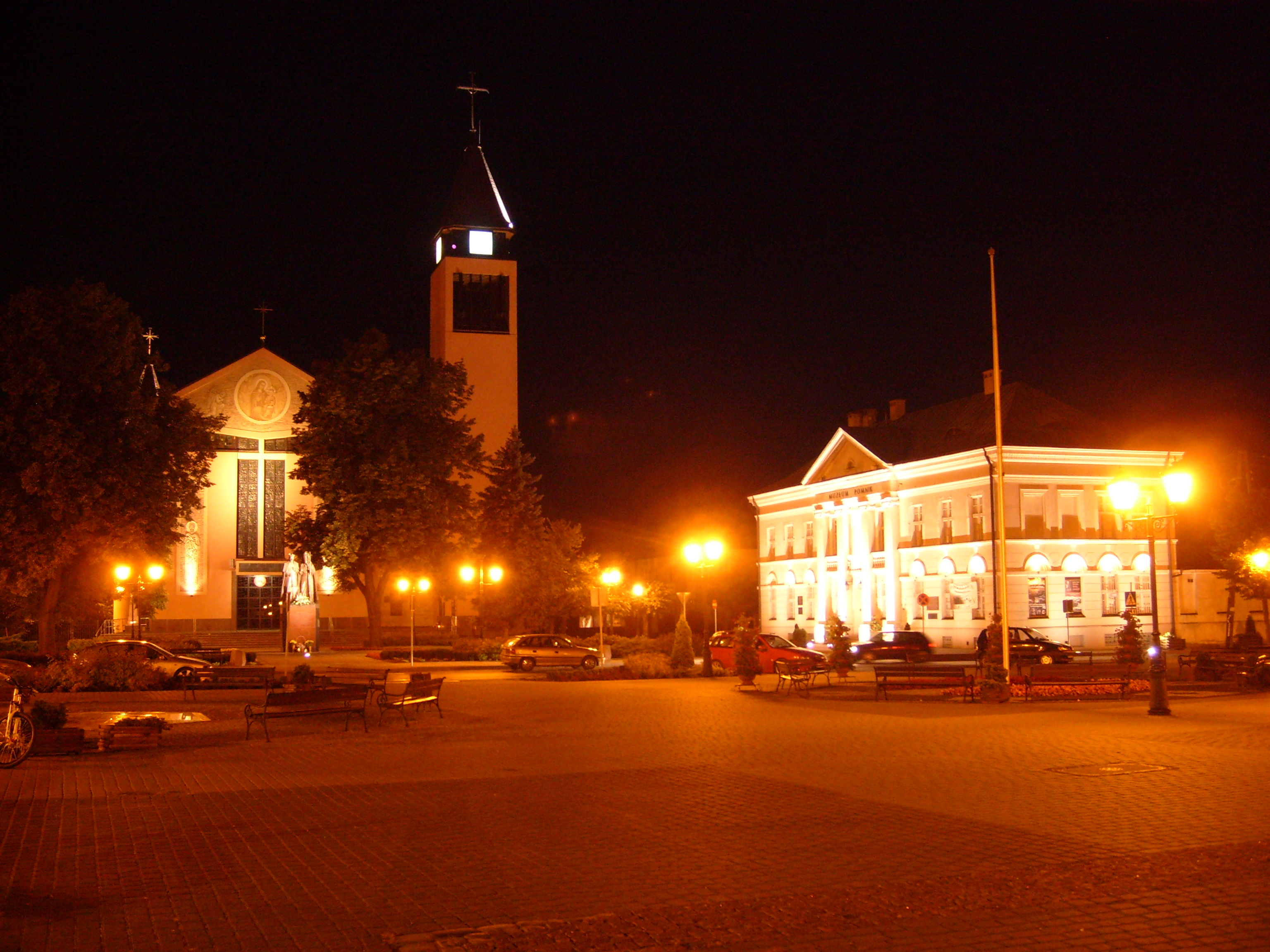
소하체프

소하체프(폴란드어: Sochaczew)는 폴란드 중부 마조프셰주에 위치한 도시로, 면적은 26.13km2, 높이는 81m, 인구는 37,306명(2010년 기준), 인구 밀도는 1,400명/km2이다.
1368년 시로 승격되었으며 1975년부터 1998년까지는 스키에르니에비체주에 속해 있었다. 폴란드의 작곡가 겸 피아니스트인 프레데리크 쇼팽이 태어난 곳으로 알려져 있다.

시 문장